# Chet Atkins Goes to the Movies
Chet Atkins Goes to the Movies es un álbum de estudio del músico estadounidense Chet Atkins. Fue publicado en enero de 1975 por el sello discográfico RCA Records.

## Grabación y contenido

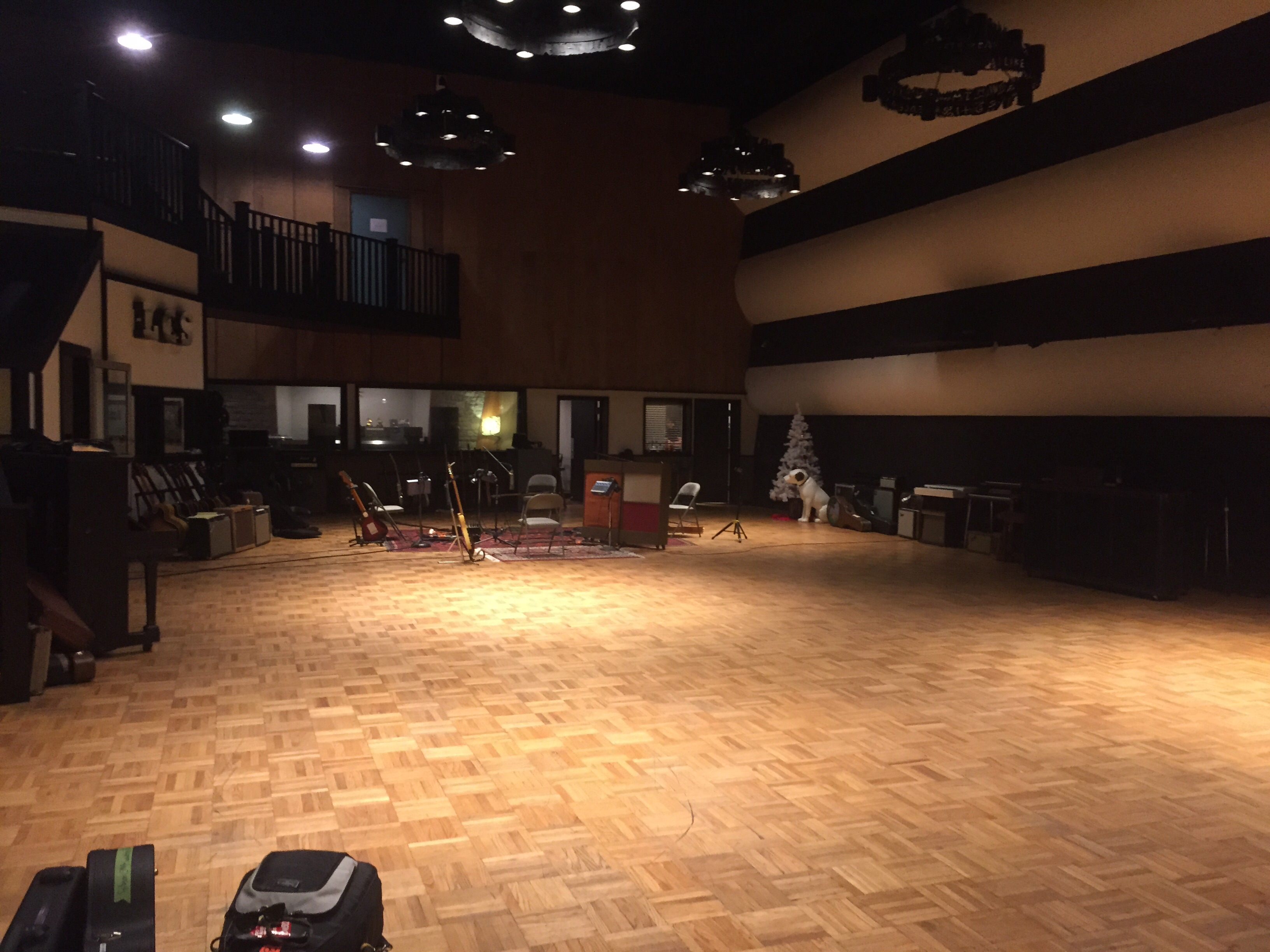
RCA Studio A, donde Chet Atkins grabó Chet Atkins Goes to the Movies.

Al igual que los lanzamientos anteriores de Atkins en RCA, el álbum se grabó en RCA Studio A, un estudio ubicado en Nashville, Tennessee. Bob Ferguson repetiría su papel como productor junto con Atkins, mientras que Chuck Seitz se desempeñaría como ingeniero de audio. Chet Atkins Goes to the Movies contenía trece canciones. El álbum incluía versiones de temas musicales de películas antiguas y contemporáneas. Muchas de los canciones del álbum eran versiones de material previamente grabado por otros artistas, como «Somewhere, My Love», tema musical de la película Doctor Zhivago (1965). El álbum también incluía una versión del estándar «Over the Rainbow», escrita para la película de 1939 El mago de Oz, en la que fue interpretada por la actriz Judy Garland. Otras canciones del álbum eran composiciones de películas contemporáneas, como «Solace» y «The Entertainer», ambas de la película de 1973, The Sting.

## Recepción de la crítica
El periodista musical David J. Hogan señaló que Atkins le dio a «Over the Rainbow» un “brillo acústico sofisticado”.

## Galardones
| Año  | Premio         | Categoría                                 | Destinatario      | Resultado | Ref.  |
| ---- | -------------- | ----------------------------------------- | ----------------- | --------- | ----- |
| 1975 | Premios Grammy | Mejor Interpretación Instrumental Country | «The Entertainer» | Ganador   | [ 4 ] |

## Lista de canciones
| Lado uno |                                                                               |                             |          |  |
| N.º      | Título                                                                        | Escritor(es)                | Duración |  |
| 1.       | «Paramount on Parade» (theme from the Paramount Newsreel film)                | Elsie Janis Jack King       | 0:19     |  |
| 2.       | «My Own True Love» (based on «Tara's Theme» from the film Gone with the Wind) | Max Steiner Mack David      | 3:00     |  |
| 3.       | «Everybody's Talkin'» (from the film Midnight Cowboy)                         | Fred Neil                   | 2:56     |  |
| 4.       | «The Terry Theme from Limelight»                                              | Charlie Chaplin             | 2:50     |  |
| 5.       | «Emily» (from the motion picture The Americanization of Emily)                | Johnny Mandel Johnny Mercer | 2:28     |  |
| 6.       | «Charade» (from the film Charade)                                             | Henry Mancini Mercer        | 3:46     |  |
| 7.       | «Paramount on Parade» (theme from the Paramount Newsreel film)                | Janis King                  | 2:25     |  |

| Lado dos |                                                                |                                            |          |  |
| N.º      | Título                                                         | Escritor(es)                               | Duración |  |
| 1.       | «Solace» (from the film The Sting)                             | Scott Joplin                               | 2:49     |  |
| 2.       | «The Entertainer» (theme from the film The Sting)              | Joplin                                     | 2:17     |  |
| 3.       | «Over the Rainbow» (from the film The Wizard of Oz)            | E. Y. Harburg Harold Arlen                 | 2:55     |  |
| 4.       | «Somewhere, My Love» (from the film Doctor Zhivago)            | Paul Francis Webster Maurice Jarre         | 2:33     |  |
| 5.       | «A Man and a Woman» (theme from the film A Man and a Woman)    | Francis Lai                                | 2:41     |  |
| 6.       | «Merrily We Roll Along» (theme from the Looney Tunes Cartoons) | Eddie Cantor Charles Tobias Murray Mencher | 0:26     |  |

## Créditos y personal
Créditos adaptados desde las notas de álbum de Chet Atkins Goes to the Movies.
Personal técnico
- Chet Atkins – productor
- Bob Ferguson – productor
- Chuck Seitz – ingeniero de audio
- Bubba Campbell – técnico de estudio
- Roy Shockley – técnico de estudio
- Ray Butts – técnico de estudio
- Nick Sangiamo – fotografía de portada
- Hank Widick – fotografía de contraportada

## Posicionamiento
| Gráfica (1975)                             | Pico de posición |
| ------------------------------------------ | ---------------- |
| Estados Unidos (Cash Box Top Country LP's) | 38               |